# Henning Eiler Petersen
 Der er flere personer med dette navn, se Henning Petersen.
Henning Eiler Petersen (født 22. august 1877, død 22. maj 1946) var en dansk botaniker.
Petersen blev student i 1895, magisterkonferens i botanik i 1902, Dr. phil. i 1914 (Indledende Studier over Polymorfien hos Anthriscus silvestris). Fra 1909 var Petersen assistent ved Københavns Universitets botaniske laboratorium og ved Polyteknisk Læreanstalt. Fra 1916 var han lektor i teknisk mikroskopi og rendyrkning af gæringsorganismer ved Læreanstalten. Fra 1906 var Petersen tillige lærer ved Universitetets marinbiologiske sommerkursus. I 1903 modtog Petersen Universitetets guldmedalje for en afhandling om submerse phykomyceter, over hvilke han har publiceret flere afhandlinger. Han blev docent ved Universitetet i 1929.
Af hans algologiske arbejder skal nævnes Danske Arter af Slægten Ceramium (Videnskabernes Selskabs Skrifter 1911). Et tredje speciale er behandlingen af spørgsmål om artsvariation; indgående undersøgelser er nedlagt i hans doktordisputats og i to afhandlinger, henholdsvis om Pimpinella saxifraga og Vaccinium uliginosum (Botanisk Tidsskrift 1921 og 1924). Yderligere har Petersen arbejdet med anatomiske opgaver (arktiske ericineer med mere), og på hans initiativ foretoges fra 1911 vegetationsundersøgelser af den fredede Maglemose i Grib Skov; han har herved, bistået af andre unge botanikere, bidraget med Magle-Mose i Grib Skov (Botanisk Tidsskrift 1917).